# Vincent Brugeas
Vincent Brugeas es un guionista de historietas, de nacionalidad francesa, nacido el 5 de junio de 1985 en Eaubonne, Francia. 

## Biografía
Diplomado con una maestría en historia contemporánea en la Université de Cergy-Pontoise, agente de patrimonio en bibliotecas por lo que gestiona el catálogo de historietas, fue con Ronan Toulhoat, dibujante, que publica en 2010 el título Block 109 en las ediciones Akileos.

## Block 109
El primer álbum salió en 2010 dando título a la serie ucrónica sobre la Segunda Guerra Mundial, y en donde el principal evento divergente fue el asesinato de Adolf Hitler por un tirador que actuaba por su cuenta, en oportunidad de una gran concentración de masas del Partido Nazi en Munich, el 22 de marzo de 1941.
En esta historia paralela, la Alemania nazi dominaba gran parte del mundo y en 1953 se encontraba involucrada en una guerra sin fin con la URSS tras  ocho años continuados de conflicto. La trama guionística aquí mezcla personajes reales como Reinhard Heydrich o Wilhelm Canaris con personajes de ficción como Zytek.
El mismo año de 2010 fue publicada la historieta Étoile Rouge que, en el universo ucrónico de Block 109, trazaba la epopeya de tres pilotos franceses de la Escuadrilla Normandie, que combatían codo a codo con las tropas soviéticas contra la armada del Tercer Reich, la acción aquí situada en 1944.
En el año 2011 sale el tercer opus, Opération Soleil de Plomb, que se pasaba en el Congo Belga en 1947, relatando la historia de un personaje del primer álbum, luchando contra la resistencia africana.

### Cronología de la ucronía
- 22 de marzo de 1941: Asesinato de Adolf Hitler.
- 28-29 de marzo de 1941: Hermann Göring, Joseph Dietrich, Martin Bormann, Rudolf Hess, y numerosos cuadros superiores del Partido Nazi, son arrestados y luego ahorcados por la Gestapo.
- abril 1941: Heinrich Himmler es ahora el canciller, y Reinhard Heydrich pasa a ser el Reichsführer y director de la SS.
- 12-19 de junio de 1941: Toma de Malta por los paracaidistas alemanes.
- octubre-noviembre 1941: Conquista de Egipto por el Deutsches Afrikakorps.
- enero 1942: Lanzamiento del programa nuclear alemán.
- noviembre 1942: Operación Torch en África del Norte.
- marzo 1943: Creación de la Nueva Orden Teutónica por Himmler para oponerse a Heydrich.
- 5 de junio de 1943: Zytek, un desconocido, es nombrado Gran Mestre de la Orden Teutónica (Hochmeister).
- 6 de junio de 1944: Primera bomba H alemana operacional.
- 22 de julio de 1944: Operación Barbarroja contra la Unión Soviética aunque la  Armada Roja resiste.
- 8 de mayo de 1945: Ataque nuclear masivo contra Estados Unidos, Reino Unido, y Canadá.
- agosto 1945: Alemania controla buena parte de África.
- septiembre 1946: Destrucción de la única usina de producción de agua pesada en Vemork (Noruega) perteneciente y controlada por la SS.
- febrero 1947: Revuelta de los congos, en África Ecuatorial, y frente a la incapacidad de la SS de restablecer el orden y el control en la zona, la Nueva Orden Teutónica allí toma el control (ex-Congo Belga) así como de las minas de uranio.
- noviembre 1947: Muerte accidental de Himmler.
- 4 de diciembre de 1947: Zytek pasa a ser presidente del Gran Consejo del III Reich.
- enero-marzo 1950: Batallas de Járkov, y derrota mayor alemana.
- noviembre 1951: La Wehrmacht recluta a no-alemanes.
- enero 1952: Primeras mujeres soldados en la armada alemana.
- 1953: Marienburg (véase Castillo de Malbork) está en la línea del frente, hay guerras a gran escala por todo el mundo y la población mundial cayó a menos de 800 millones de habitantes; la humanidad se sumerge en el caos y la desesperanza. Zitek decide lanzar un ataque nuclear viral mayor sobre las grandes ciudades del planeta y sobre las ciudades-sede de los principales gobiernos.

## Obras
- Block 109 (Guion) - Éditions Akileos, 2010[4]
- Etoile Rouge (Guion) - Éditions Akileos, 2010[5]
- Opération Soleil de Plomb (Guion) - Éditions Akileos, 2011[6]
- New York 1947 (Guion) - Éditions Akileos, septiembre de 2011[7]
- Ritter Germania (Guion) - Éditions Akileos, 2012[8]
- S.H.A.R.K. (2014)
- Maruta (2016)